# Lumes
Lumes är en kommun i departementet Ardennes i regionen Grand Est (tidigare regionen Champagne-Ardenne) i nordöstra Frankrike. Kommunen ligger  i kantonen Villers-Semeuse som ligger i arrondissementet Charleville-Mézières. År 2022 hade Lumes 1 103 invånare.

## Befolkningsutveckling
Antalet invånare i kommunen Lumes
Referens: INSEE